# Schwarz-Kloster Kreuznach
Das Kloster der Brüder der seligen Jungfrau Maria vom Berg Karmel oder Schwarz-Kloster in Kreuznach (mittellateinisch Monasterium ordinis fratrum beatae Mariae virginis de Monte Carmelo in Crucenaco bzw. Coenobium nigrum) war ein Kloster der Karmeliten im heutigen Landkreis Bad Kreuznach in Rheinland-Pfalz, das von 1281 bis 1564, von 1623 bis 1632 und von 1635/36 bis 1802 bestand.

## Geschichte
1281 wurde von Graf Johann I. „dem Lahmen“ von Sponheim († 1290) und seiner Fau Adelheid von Leiningen-Landeck († 1301) in der Kreuznacher Neustadt ein Kloster der Karmeliten gestiftet. Dem Orden wurde die bereits in Bau befindliche „Kapelle oder Basilika (= dreischiffige Kirche) St. Nikolaus mit allem Zubehör“ übertragen, die neben dem Jagdhaus lag, das die Sponheimer Grafen in dem Weidengehölz im Mündungsgebiet der Ellerbach hatten anlegen lassen. Vielleicht erfolgte die Stiftung des Klosters – nur zwei Jahre nach der Schlacht bei Sprendlingen – aus Dankbarkeit für die Errettung des Grafen vom sicher geglaubten Tod.
Das Kloster erhielt als Reliquien vier Partikel vom Heiligen Kreuz aus dem Kloster Sponheim. Die Stiftung wurde 1290 durch Erzbischof Gerhard II. von Eppstein (um 1230 bis 1305) von Mainz bestätigt. 1308 erlaubte Erzbischof Peter von Aspelt († 1320) dem Prior und Konvent des Karmeliterklosters in Kreuznach, drei Altäre und ihre Begräbnisstätte durch einen beliebigen Erzbischof oder Bischof weihen zu lassen. Generalprior Gerhard von Bologna (Gerardus Bononiensis) († 1317) gewährte 1308 Johann II. von Sponheim-Kreuznach († 1340) wegen der Wohltaten, die dieser dem Karmeliterorden erwiesen hatte, in einer in Kreuznach ausgestellten Urkunde Teilhabe an allen guten Werken des Ordens.

### Mittelalter
1316 vermachte Baldemar von Fürfeld dem Kloster eine Kornrente in Windesheim. Am 8. September 1316 fand das Provinzialkapitel der deutschen Provinz des Karmeliterordens in Kreuznach statt, auf dem Daniel von Wichtrich († 1363) – der spätere (1318) Trierer Weihbischof und (1342) Bischof von Verden – zum Provinzialprior gewählt wurde. Zum „Definitor secundus“ wurde Petrus, der Prior von Haarlem gewählt. Provinzialprior Daniel stellte dem Rheingrafen Siegfried II. vom Stein (* um 1240; † vor 1327), seiner Frau Margarethe von Heinzenberg († nach 1330) und ihren Kindern an dem Kapiteltag eine Urkunde aus, in denen er ihnen Anteil an den verdienstlichen Werken des Ordens gewährte. Auf dem Provinzialkapitel 1335 im Kreuznacher Kloster stellte Provinzialprior Johann Herzog Otto III. von Braunschweig-Lüneburg († 1352) und seiner Frau Mathilde von Mecklenburg (1293–1358) eine Urkunde aus, in der er ihnen Anteil an allen guten Werken des Ordens gewährte, am selben Tag auch der Wildgräfin Hedwig von Dhaun-Grumbach († um 1361/65), der Witwe des Rheingrafen Johann I. von Stein (* um 1270; † 1333), und ihren Kindern. 1374 fand ein weiteres Provinzialkapitel in Kreuznach statt.
1385 stiftete Johann von Leyen d. Ä. ein Jahresgedächtnis für seine Familie im Karmeliterkloster, ebenso Edelknecht Conrad Fust zu Stromberg († 1395) in seinem Todesjahr mit einer Jahresrente von 4 Gulden aus einem Gut in Siefersheim. Gräfin Elisabeth von Sponheim-Kreuznach und Vianden (1365–1417), mit der die vordere Linie des Hauses Sponheim ausstarb, hinterließ dem Kloster einen Teil ihrer fahrenden Habe und stiftete eine tägliche Gedächtnismesse für ihren Vater Simon III. und ihre Voreltern sowie jährlich am Freitag vor Mariä Geburt (8. September) 12 Armeneinkleidungen. Auf Anordnung von Graf Johann V. von Sponheim-Starkenburg († 1437), die von seinen Erben erneuert wurde, wurde diese Messe seit 1431 täglich von den Karmelitern in der Stadtpfarrkirche gelesen, in deren Chorraum sich die sponheimische Grablege befand.

### Abordnung des Priors zum Konzil von Basel
1433 lebten in dem Kloster 16 Brüder unter Prior Gobel von Heimersheim († nach 1434), Baccalaureus Gottfried von Loe war Lektor, und es besaß 94 Bücher. Der Kreuznacher Prior Gobelinus (Gottfried) von Heymersheim (Heimertzheim) besuchte 1434 zusammen mit Prior Peter von Frankfurt genannt Spitznagel († 1465) und Provinzial Petrus de Nova Ecclesia (van Nieukerk, de Ghelria, von Geldern) (* um 1400/05; † 1462) als Abgesandte ihres Ordens das Konzil von Basel. 1437/39 schenkten Markgraf Jakob I. von Baden (1407–1453) und Graf Friedrich III. von Veldenz und Sponheim († 1444) dem Kloster das Kirchenpatronat in Sohren einschließlich der dazugehörenden Filialen Büchenbeuren, Niederweiler, Wahlenau, Niedersohren, Lautzenhausen, Hahn, Bärenbach und Schwarzen. Das Rumpfkonzil von Basel hatte der Inkorporation der Pfarrei in das Kloster zugestimmt. Die Erlaubnis des Konzils wurde durch den Legaten Jordi d’Ornós († 1452), Bischof von Vic (Vicensis), der im Oktober 1440 in Basel vom Gegenpapst Felix V. als „Pseudokardinal“ ernannt wurde, nach Mainz überbracht, und die Inkorporation wurde von Erzbischof Dietrich Schenk von Erbach bestätigt. Im Gegenzug sicherten Provinzial Petrus de Nova Ecclesia, Prior Gobelinus von Heimersheim und Konvent des Klosters die 1417 von Elisabeth von Sponheim-Kreuznach gestiftete tägliche Messe in der Stadtpfarrkirche und die jährliche Armeneinkleidung zu. Pastor in Sohren war der Kreuznacher Lektor Johannes von Kirperg († 1499).

### Stiftungen und Ausstattung
1437 bedachte Schonetta von Montfort († 1454), Witwe des Johann von Waldeck († 1422), das Karmeliterkloster mit einer großzügigen Stiftung. Sie und ihr Mann wurde in der Klosterkirche beigesetzt. Walpurgis von Leiningen-Rixingen († 1449), die Witwe des letzten Sponheimer Grafen Johann V. von Sponheim († 1437), errichtete in ihrem Testament eine umfangreiche Seelgerätstiftung, die mit der Auflage verbunden war, für sie eine Grabkapelle an die Klosterkirche anzubauen. 1464 stiftete Gelfric (Helfrich) von Nackheim († 1464/74) für ein Jahresgedächtnis ein Haus „off der Erlenbach“ (Ellerbach) hinter dem Kloster, das von Friedrich II. „dem Feisten“ Wildgraf zu Dhaun und Rheingraf zum Stein († 1490) renoviert wurde. Wild- und Rheingraf Friedrich II., der in der Kirche begraben wurde, stiftete 1472 zum Seelgerät für seine Familie eine jährliche Rente von 2 Gulden. Der kurpfälzische Kreuznacher Oberamtmann Reinfried von Rüdesheim († 1485) und sein Schwiegervater Rudolf von Alben genannt Sultzbach statteten 1480 den Michaels- und Andreas-Altar der Klosterkirche mit einer Stiftung aus. Reinfried (im Epitaph verschrieben: „Seÿfart“) von Rüdesheim, seine Frau Anna von Alben genannt Sultzbach († 1497) und ihr Sohn († 1525) wurden in der Klosterkirche beigesetzt.
Im Kreuznacher Karmeliten-Kloster entstanden im 15. Jahrhundert Abschriften von Werken des Johannes Bromiardus († um 1352) und des Nikolaus von Dinkelsbühl (um 1360 bis 1433), die noch erhalten sind. Das Kreuznacher Karmeliterkloster erwarb 1501 von den Kölner Ordensbrüdern für 110 Gulden ein um 1330/40 bzw. 1380/90 angefertigtes Kreuzreliquiar für seine vier Kreuzesreliquien, das um 1510 durch den Aachener Goldschmied Hans von Reutlingen (* um 1465; † nach 1547) umgearbeitet wurde und heute in St. Nikolaus aufbewahrt wird.

### Hausstudium der Mönche
Im Schwarz-Kloster der Karmeliten bestand ein bedeutendes Hausstudium für die Mönche, das neben der städtischen Lateinschule existierte. Die in älterer Literatur vertretene These, von den Karmeliten sei bereits vor dem Dreißigjährigen Krieg eine öffentliche Latein- oder Kinderschule in Kreuznach unterhalten worden, ist urkundlich nicht belegt. In Kreuznach werden als „Lektoren“ (Lesemeister für studierende Ordensbrüder) erwähnt:
- 1361 Goswinus de Redecheim (Rettigheim),
- 1362 Johannes de Attendorne,
- 1370 Johann Fust (Fuystkin) oder Joannes de Crutzenacho († 1374),[43] später Professor in Köln und Prior der Karmeliter in Straßburg, gestorben in Straßburg, Verfasser von Predigten und eines Kommentars zu den Sentenzen des Petrus Lombardus.[44] Seine Werke lagen nach dem Zeugnis des Cosmas de Villiers († 1758) bis zur Klosteraufhebung 1564 im Kreuznacher Konvent,[45]
- 1374 Johannes von Dyest, 1364 Lector sententiae (der Sentenzen des Petrus Lombardus) in Köln, 1365 Lektor in Haarlem, 1367 Prior in Marienau, 1376 Prior in Waldasheim (Westfriesland)
- 1385 Constantinus
- um 1410 Michael Herbrant aus Düren, 1385/86 Studium in Wien, 1390/91 in Köln, Lektor und Prior in Kreuznach, 1416 in Trier, verfasste Predigten und Kommentare,[46][47]
- 1422, 1423, 1428, 1434 Petrus Tinctoris (Färber), 1424 bis 1428, 1432, 1436, 1438 Prior in Boppard, 1431 Prior in Straßburg, 1433 Prior in Mainz, 1435 Prior in Köln,
- 1424 Gobel (Gottfried) von Heymersheim, 1435 Prior der Karmeliter in Köln,
- 1424 Johannes de Hoenghen, 1422 Studium in Köln, 1433 Prior in Köln, 1434 Prior in Mainz, 1445 Prior in Frankfurt,
- 1426 Hilgerus de Burgis († 1452), 1430 Prior in Mainz und 1434 Prior in Straßburg, 1436 oder 1437 Titularbischof von Budua, Weihbischof in Köln und Lüttich,
- 1433 Gotfridus Matthaei de Loe (von Loei = Tessenderlo) († 1470), 1427 und 1434 Prior von Mecheln, 1440 Prior von Brüssel,
- 1435 Gobelinus Birgel, 1431–1433 Studium in Köln, 1437 Prior in Hirschhorn, 1438–1440 Prior in Mainz,
- 1435 Albertus de Gusten, 1422 Studium in Köln, 1438–1441 Prior in Worms,
- 1437 Conradus de Nussia (Neuss), 1422 Prior in Boppard, 1430 Prior in Hirschhorn, 1438 Prior in Straßburg,
- 1438 Johann Seligenthal, 1429 in Toulouse, 1433, 1435 Studium in Köln,
- 1443, 1444 Albertus de Porceto (Burscheid?)
- 1446 Meynart van Speygel (Meinardus de Speculo), 1431 Studium in Trier, 1432–1435 in England, 1443 Prior in Worms,
- 1463 Johannes Walse († 1464), Profess in Würzburg[48]
- 1464 Henrich von Montabaur,[49] 1442 in Padua, um 1445 in Köln, dann im Karmeliterkloster von Boppard, verfasste Predigten,
- 1491 Jakob von Kaub,[50] fertigte 1491 für Abt Johannes Trithemius (1462–1516) ein Lagerbuch des Klosters Sponheim an,[51]
- 1495 Nikolaus von Alsenz,[52] auch Nicolaus Crutzenacensis,[53] schrieb Kommentare zum Exodusbuch und zur Apokalypse des Johannes, ein langes und ausführliches Buch In officium missae et canonis (= Über die Verrichtung der Messe und des Hochgebets) sowie zwei Bücher Sermones de tempore et de sanctis (= Predigten über das Kirchenjahr und über Heilige).[54]
- Johannes von Kirperg († 1499),
- 1497 bis 1510 Philipp Klyngel (Klingel), 1488 bis 1496 Lektor in Frankfurt,
- Fridericus Textoris (Weber) aus Babenhausen, Eintritt in das Karmeliterkloster Hirschhorn, um 1490 Studium in Köln, 1494 in Erfurt, 1495 Perugia, später Prior in Spangenberg und Boppard,
- 1545 Konrad Eck (Conradus Eccius) († 1574).

1436, 1437, 1439, 1440/41 oder 1505/06 werden darüber hinaus „Cursoren“ (Anwärter zum Lektorenamt) des Kreuznacher Klosters erwähnt.

### Klosterreform
Hermann Mesdorpius († 1489) war von 1471 bis 1488 Prior und reformierte das Kloster, indem er den Konvent an die strengeren Observanzregeln des Generalpriors Johannes Soreth (1394–1471; reg. 1451–1471) anschloss. Um 1490 verfasste Trithemius auf Wunsch des Kreuznacher Priors Johannes Lapicida (Steinberger) oder Latomus genannt Bilk († 1503) aus Köln und des Lektoren Jakob von Kaub eine kleine Schrift „In laudem Carmelitici Ordinis“ zum Lobe des Karmeliterordens, die er 1492 zu einem umfangreicheren Werk mit einem Katalog der Schriftsteller des Ordens ausgestaltete.
Der 1505/06 in Kreuznach wirkende Cursor Tilmann von Lyn (um 1480/85 bis nach 1522) verbreitete 1521/22 als Lektor der Karmeliten in Straßburg lutherische Lehren und wurde daraufhin abgesetzt. Bei einer Visitation durch den Provinzial Dietrich von Gouda († 1539) war der Kreuznacher Konvent 1537 auf zwei Mitglieder geschrumpft.
Rheingraf Philipp II. von Daun-Falkenstein und seine Frau Anna von Salm-Dhaun-Neufville verpfändeten dem Kreuznacher Karmeliterkloster 1545 Güter in der Gemarkung Heddesheim, deren Einkünfte 1598, 1658, 1716 und 1777 erneuert wurden. 1549 erreichte Provinzialprior Eberhard Billick (1499–1557) bei Kurfürst Friedrich II. von der Pfalz (1482–1556) noch einmal die Zusicherung der vollen Selbstständigkeit des Kreuznacher Klosters. 1556 wurde unmittelbar nach dem Antritt der Mitregentschaft von Kurfürst Ottheinrich (1502–1559) von Billick in Kreuznach ein Provinzialkapitel der niederdeutschen Provinz des Karmeliterordens abgehalten. Kurfürst Friedrich III. von der Pfalz (1515–1576) erwarb 1560 vom Prior und Konvent den Kirchsatz und den Zehnten in Sohren einschließlich seiner Filialgemeinden und belehnte mit der Hälfte davon seinen Oberamtmann Carsilius Baier von Bellenhofen († 1573).

### Aufhebung und Wiederbesiedlung
Das Kloster der Karmeliten wurde am 5. Juli 1564 von Kurfürst Friedrich III. von der Pfalz aufgelöst und in ein reformiertes Gymnasium umgewandelt. Der Kreuznacher Oberamtmann Carsilius Baier von Bellenhofen setzte Liz. Conrad von Rüdesheim als Verwalter (Zinsheber, Schaffner) für die Klostergüter ein. Conrad Riedersheimer wird in Sigmund Feyerabends Kundenregister zur Frankfurter Herbstmesse 1566 als „Buchführer“ in Kreuznach erwähnt.
Der 1564 vertriebene Prior Caspar von Barenstein († 1576) verfasste in Köln eine Streitschrift gegen Friedrich III. von der Pfalz und Philipp II. von Baden, die den Kreuznacher Konvent aufgehoben hatten. Am 3. Oktober 1614 wurden die noch vorhandenen Grabdenkmäler und -inschriften des Klosters durch den Mainzer Domvikar Georg Helwich aufgenommen.
Nach der Eroberung Kreuznachs 1620 durch spanische Truppen wechselte das Gebäude mehrfach den Besitzer. Von 1623 bis zur schwedischen Eroberung 1632 und ab der französischen Eroberung 1635/36 hatten es die Karmeliter wieder in ihrem Besitz. Am 16. Juli 1625 beging der Orden sein Skapulierfest aufwändig mit einer Prozession, einem „musikalischen Amt“, einer Festpredigt und einer öffentlichen Theateraufführung in Anwesenheit der spanischen Besatzungsoffiziere auf dem Marktplatz. Nachdem Ludwig Philipp von Pfalz-Simmern (1602–1655) die Karmeliter wieder vertreiben wollte, erhielten sie das Klostergebäude im Kreuznacher Religionsvergleich vom 4. Dezemberjul. / 14. Dezember 1652greg. auf Druck des Markgrafen Wilhelm von Baden (1593–1677) endgültig zurück. Bei dem Vergleich, der 1661 bestätigt wurde, wirkten der tolerante Mainzer Erzbischof Johann Philipp von Schönborn (1605–1673) und Landgraf Georg II. von Hessen (1605–1661) als Vermittler. Es wurde vereinbart, dass fortan drei Mönche das Haus bewohnen durften.
Um 1650/57 verfasste Pater Jakob Milendunck (* um 1612; † 1682) im Rahmen einer handschriftlichen, ursprünglich nur für die Ordensleitung bestimmten Ordensgeschichte der niederdeutschen Karmeliterprovinz, die im Ganzen bisher nicht veröffentlicht wurde, nach primären Quellen auch eine ausführliche Geschichte des Kreuznacher Klosters. 1659 beschloss das Provinzialkapitel in Köln, das Kreuznacher Kloster als eines der letzten der Provinz an die reformierten Tourainer Konstitutionen der strengen Observanz (observantia strictior) anzuschließen. 1666 sollen die meisten Mönche des Klosters einer Pestepidemie erlegen sein.
1689 wurde das Rektoratshaus des Reformierten Gymnasiums von den Karmeliten übernommen und ein 1662 neben dem Kloster errichteter Bau für das Gymnasium von französischen Soldaten wieder zerstört und zu einem Garten für das Karmeliter-Kloster umgewandelt. Die Kreuzreliquie „aus dem Kloster zu Kreuznach …, in welcher Stadt jetzt der Calvinismus herrscht“, tauchte 1690 im Kölner Karmeliterkloster auf und soll 1698 von dort wieder zurückgebracht worden sein.

### Katholisches Gymnasium
Von den Karmeliten wurde 1717 eine katholische Lateinschule errichtet. Bis zur französischen Besetzung bzw. zur Angliederung an Frankreich im Frieden von Lunéville bestanden in Kreuznach ein katholisches Gymnasium am Eiermarkt und ein reformiertes Gymnasium in der Klappergasse nebeneinander. An beiden Schulen waren je drei Lehrer angestellt, die ihre Besoldung aus dem Fonds der Heidelberger Administration erhielten.
Von dem schweren Hochwasser 1725 wurde auch das Kreuznacher Karmeliterkloster erheblich getroffen. Um 1732 verließ der aus Ober-Ingelheim stammende Pater und Kreuznacher Pfarrverweser Heinrich Tross (Dionysius a S. Henrico) (* 1695; † um 1767) das Schwarz-Kloster, um – u. a. bei dem der Aufklärung nahestehenden Christoph Matthäus Pfaff in Tübingen – Evangelische Theologie zu studieren.
1736 wurde im Kreuznacher Karmeliterkloster ein Genoveva-Drama „Gloriosa Innocentiae Victoria Seu Victoriosa Genovefae Victricis Gloria“ aufgeführt, das in dieser Zeit ähnlich an verschiedenen Orten in der niederrheinischen Ordensprovinz der Jesuiten belegt ist. Aus dem Zeitraum zwischen 1693 und 1765 sind 15 weitere Programme von Schüleraufführungen im Karmelitenkloster bekannt. 1744 fand auf Drängen der Eltern eine Visitation der Schule statt. Der Karmeliter Angelus á S. Leopoldo aus Kreuznach verfasste 1761 Nota Historiola von Xnach. Von Johannes Weitzel, der die Karmeliterschule ab 1783 für ein Jahr besuchte, ist ein knapper Bericht über seine Kreuznacher Schulzeit erhalten. Der in Kreuznach verstorbene Friedrich Christian Laukhard erwähnte das Karmeliterkloster in seinen 1802 erschienenen Neuen Caricaturen und Anekdoten.
Nach Einziehung der Schulgüter durch den französischen Staat musste die Lateinschule der Karmeliten Ende der 1790er Jahre schließen.

### Säkularisation
Nach der französischen Annexion des Rheinlandes wurde das Kloster 1802 aufgehoben. Den Mönchen über 60 Jahren wurde eine Pension von 600 Francs, den jüngeren eine von 500 Francs jährlich ausgesetzt. Der Besitz des Klosters an Äckern, Weinbergen und Gärten, ein Kapitalfonds von 16.000 Gulden, 30 Pfund Silber, 1½ Pfund Gold und eine Bibliothek von 1700 Büchern wurden eingezogen. 1812 wurden davon etwa 1100 Bände bei einer Versteigerung für 72 Francs von dem Kreuznacher Kaufmann und Schriftsteller Johann Heinrich Kaufmann (1772–1843) erworben. 21 Handschriften aus dem Kreuznacher Karmel befinden sich heute in der Stadtbibliothek Mainz.
Im September 1803 wurde unter dem Lehrer Ernst Karl Kleinschmidt (1775–1847) kurzzeitig eine Pestalozzische Lehranstalt mit 15 Kindern im Refektorium des aufgehobenen Karmeliterklosters eingerichtet. Während Johann Heinrich Kaufmann und der Unterpräfekt Andreas van Recum (1765–1828) das Vorhaben unterstützten, versuchte der Maire Karl Joseph Burret (1761–1828) eine Beeinträchtigung der katholischen Pfarrgemeinde durch das Projekt zu verhindern. Kleinschmidt verließ Kreuznach bereits 1804.
Die heutige Nachfolgeeinrichtung der Gymnasien ist das aus der „Ecole secondaire communale“ (1803 bis 1806) bzw. dem 1807 gegründeten „Collège de Creuznach“ hervorgegangene Gymnasium an der Stadtmauer in Bad Kreuznach.
1812/13 wurde der Kreuzgang des Klosters, der neben der Kirche St. Nikolaus die Poststraße sperrte, von spanischen Kriegsgefangenen niedergerissen. Der ehemalige Südflügel der Klostergebäude ist im früheren katholischen Pfarrhaus in der Poststraße 6 erhalten.

## Prioren des Klosters
| - Hedericus, 1320 - Joannes de Vico Leonis (Lyon?), 1333 - Jacobus de Arwyler (Ahrweiler) († 1370), Studium 1320 in Montpellier und 1323–1326 in Paris, 1341 Definitor der Ordensprovinz, 1347 Prior in Kreuznach, 1352 Weihbischof von Cotatis („Cotatensis“) oder Croae („Croacensis“), wirkte in den Bistümern Tournai, Cambrai, Lüttich und Utrecht, begraben in Mechelen - Albertus de Arluno (Arlon), 1356 - Gobelinus de Brolio (Brühl?), 1361 - Nicolaus de Argentina (Straßburg) gen. Dubekin, 1363 - Henricus de Mulenheim (Mülheim), 1365 - Mathias de Geza, 1367 - Hilger von der Trappen (Hilgerus de Gradibus) († nach 1377), vermutlich aus Neuss, 1368 Prior in Kreuznach, Informator in Köln - Henricus de Mulenheim, 1371 (zweite Amtszeit) - Arnoldus de Aquila (Ahr), 1373; auf dem Kapitel 1374 in Kreuznach zum Prior in Düren ernannt, - Hilger von der Trappen, 1375 (zweite Amtszeit) - Henricus de Seligenstatt († 1389), 1377 - Johannes de Polle († 1395), 1379 Prior in Kreuznach, später Prior in Mainz, Stifter eines erhaltenen Altars in der dortigen Karmeliterkirche, auf dem er dargestellt ist - Constantin von Lyskirchen († 1389), 1382, aus einer Kölner Patrizierfamilie - Henricus de Seligenstatt († 1389), 1385 bis 1389 (zweite Amtszeit) - Constantin von Lyskirchen († 1389), 1389 (zweite Amtszeit) - Matthias aus Düren († nach 1407), 1391 Prior in Kreuznach, später Prior in Köln - Michael Herbrant aus Düren, um 1410 Prior in Kreuznach, 1416 Prior in Trier - Gobelinus (Gottfried) von Heymersheim (Heimertzheim) († nach 1434), 1418, 1434 Prior - Gobelinus (Gottfried) Birgel, 1436 Verweser des Priorats - Goswinus de Spinis (Dorn), 1437, 1439 - Petrus de Speculo (vom Spiegel), 1442, aus einer Kölner Patrizierfamilie - Joannes Modiatoris (Messerer, Scheffler), 1444 - Hermannus de Mestorf, 1445 - Henrich von Montabaur, 1465 - Henricus de Confluentia (Koblenz), 1466 - Matthaeus de Boppardia, 1467 - Hermannus de Hirschorn, 1469 - Hermannus de Erpach (Erbach), 1470 - Hermann Mesdorpius († 1488), 1471 bis 1488 (zweite Amtszeit?) - Johann Lapicida (Steinberger) oder Latomus, identisch mit Johannes Bileeth = Billick († 1503) aus Köln, 1489, 1492, 1494 Briefwechsel mit Johannes Trithemius und Rutger Sycamber (1456–um 1514) aus Venray im Kloster Höningen - Philippus Klyngel (Klingel), 1503 bis 1510 - Henricus Schockmann, 1511 - Antonius Reck, 1513 - Antonius Kastri, 1522, 1523 - Wendelinus de Frankfordia, 1527 | - Nikolaus Theodori de Arluno (Nikolaus von Arlon, Sohn des Theoderich) († 1544), 1531 „Dottar (Doktor) Necklis van der Feltz“, 1542; 1543 bis 1544 Prior von Arlon - Joannes Fabri, 1543 - Caspar von Barenstein (Barasteyn; van Beresteijn) († 1576), Studium in Paris und Köln, Lizenziat der Theologie, erwirkte 1544 als Legat des Ordens von Kaiser Karl V. die Restitution klösterlicher Privilegien, 1545 bis 1564 Prior in Kreuznach, 1573 Prior in Köln, zurückgetreten, verfasste außer der genannten Streitschrift u. a. einen Kommentar zu den Sentenzen des Petrus Lombardus 1564 bis 1623 aufgehoben. - Wilhelm Schulting († 1637) aus Köln, Magister der Theologie, Verfasser von Flos Carmeli s. Andreas episcopus Fesulanus. Ein schöne u. zierliche Blum Carmeli s. Andreas fesulanischer Bischoff, 1606, 1608 Prior in Köln, 1624 als Prior in Kreuznach erwähnt, später in Mainz - Christianus Hattingius († 1632) aus Köln, 1628 bis 1631 Prior, von den Schweden vertrieben, gestorben in Trier - Dionysius Ballex (a Cruce = vom Kreuz) (1582–1663) aus Frankreich, Prior in Worms, ab 1631 in Weinheim, 1638 bis 1643 Prior in Kreuznach, dann bis 1647 in Worms, 1647 bis 1649/50 in Weinheim, gestorben in Aachen - Franciscus Apelius, 1643 erwähnt - Gasparus Echerig (Caspar Eckerig; Eckerich) (1608–1672), 1655 bis 1659 Prior, schloss sich nach 1659 den Mainzer Observanten an - Adamus a S. Maria, ab 1659, erster Prior nach der Reformation des Klosters - Bonifatius a Sancto Christophoro (Christoph Almersbach) (* 1643) aus Mainz, Prior in Aachen und Kreuznach, ab 1693 Prior in Mainz - Otto a Sancto Petro (Otto Petrus Brahm) (* 1657) aus Mainz, Prior in Aachen und Kreuznach, Subprior in Tönisstein - Eterius (Aetherius) a S. Ursula, 1724 erwähnt - Valerianus, 1721(?) bis 1733 Prior - Narcissus, bis 1741 Prior - Nazarius, bis 1750 Prior - Balduinus, bis 1759 Prior - Hilgerus, bis 1763 Prior - Carolus, bis 1766 Prior - Dagobertus, bis 1770 Prior - Mansuetus Ott, bis 1782 Prior - Konradus Schmitt, 1777, 1784 Prior - Aemilianus Deutsch, bis 1786 Prior - Thomas Bäcker, bis 1789 Prior - Germanus Bischof, bis 1793 Prior - Mansuetus Ott, bis 1797 Prior - Sebaldus Kraus († nach 1817), bis 1803 Prior, später in Hoechst - Wendelinus Waller, bis 1804 Prior |